# Kostgeld
Kostgeld bezeichnet man in der Wirtschaftsgeschichte ein Entgelt für die Verköstigung, das einem Bediensteten im Voraus als Lohnabschlag gezahlt wird. Die Oeconomische Encyclopädie von Krünitz beschreibt das Kostgeld als „dasjenige Geld, welches man für die Kost, d. i. den Unterhalt, auf gewisse Zeit bezahlt. Dergleichen ist z. B. das Gesinde-Kost-Geld, da man Bedienten beyderley Geschlechts, an statt der Kost, wöchentlich oder monatlich ein gewisses Kost-Geld zu geben pflegt“.
Wenn die Verköstigung unentgeltlich gewährt wird, spricht man von freier Kost, wenn auch eine Schlaf-/Wohnstelle einbezogen ist, von freie Kost und Logis.
Von Kostgeld spricht man heute insbesondere über die Beträge, die Jugendliche mit eigenem Einkommen an ihre Eltern abführen müssen. Sie sollen sich so an den Kosten für Kost und Logis beteiligen.